# Corbulipora clypeata
Corbulipora clypeata is een mosdiertjessoort uit de familie van de Cribrilinidae. De wetenschappelijke naam van de soort is, als Acanthocella clypeata, voor het eerst geldig gepubliceerd in 1928 door Ferdinand Canu en Ray Smith Bassler.